# Смит, Эллиотт
Стивен Пол «Эллиотт» Смит (англ. Steven Paul «Elliott» Smith; 6 августа 1969 — 21 октября 2003) — американский певец, автор песен и мультиинструменталист. Его основным инструментом была гитара, однако он также неплохо играл на фортепиано, кларнете, бас-гитаре, гармонике и ударных. Смит обладал, по мнению All-Music Guide, «шепчущим вокалом толщиной с паутину» и отличался использованием нескольких звуковых дорожек для создания вокальных гармоний.
После нескольких лет участия в рок-группе Heatmiser Смит начал сольную карьеру, выпустив записи на независимых лейблах Cavity Search и Kill Rock Stars. В 1997 году подписал контракт с крупным звукозаписывающим лейблом DreamWorks Records, который выпустил два его альбома (XO и Figure 8). Смит стал известен широкой публике после того, как его песня Miss Misery, написанная для фильма Гаса Ван Сента «Умница Уилл Хантинг», была номинирована на «Оскар» в 1998 году в категории «лучшая песня».
На протяжении нескольких лет Смит страдал от хронической депрессии, алкоголизма и наркотической зависимости. Эти темы часто находили отражение в его лирике.
Умер в возрасте 34 лет от двух ножевых ранений в грудь. Вскрытие не помогло точно установить, были ли ранения нанесены самим музыкантом.

## Жизнь и карьера

### Ранние годы
Стивен Пол Смит родился 6 августа 1969 года в госпитале Кларксон города Омаха, штат Небраска. Его мать Банни Уэлч (англ. Bunny Welch, в девичестве Bunny Kay Berryman) была преподавателем музыки, а отец, Гэри Смит (англ. Gary Smith) — студентом-медиком Университета Небраски. Спустя год родители Эллиотта развелись. Гэри был призван на службу ВВС и отправлен на Филиппины.
Смит с матерью перебрались в пригород Техаса Данканвилль, где в июле 1973 года Банни вышла замуж за Чарли Уэлча (англ. Charlie Welch). Уэлч жестоко обращался с женой и сыном (он рассказал об этом в своем письме Смиту в 1998 году). У Смита были подозрения, что отчим насиловал его, но никаких воспоминаний у него не осталось, а Уэлч полностью отрицал эти обвинения. Смит наглядно отразил этот период своей жизни в тексте песни Some Song: «Чарли избивал тебя каждую неделю, и когда ты вырастешь, ты станешь полоумным» (англ. Charlie beat you up week after week, and when you grow up you’re going to be a freak). На протяжении многих лет имя Чарли фигурирует в разных песнях Смита, например Flowers for Charlie и No confidence man, в то время как имена биологических родителей музыканта ни в одной из его песен не упоминаются.
Его родственники имели отношение к Сообществу Христа, а также посещали службы в методистской церкви. По словам Смита, посещение церкви в детстве мало чем помогало ему, только заставляло бояться ада.
Смит начал учиться играть на пианино с 9 лет, а в 10 стал учиться играть на небольшой акустической гитаре, подаренной отцом. Многие его родственники со стороны матери имели музыкальный талант.
В 15 лет он переехал в Портленд к отцу, который тогда работал психиатром. Именно в этот период Смит начал учиться записывать музыку на 4-дорожечный рекордер. Вместе с друзьями он создал группы Stranger Than Fiction и A Murder of Crows. Они записали несколько кассет.
После окончания школы Смит взял себе имя «Эллиотт».

### 1991—1996:Heatmiser
Эллиотт окончил Хэмпширский колледж в Амхерсте, штат Массачусетс, в 1991 году с дипломом по философии и политологии. «Думаю, это доказало мне, что я могу заниматься чем-то, чем заниматься не хочу, в течение четырёх лет. Вот только мне как раз нравилось то, что я изучал. Тогда это было что-то вроде 'Это твой единственный шанс поступить в колледж, и тебе стоит им воспользоваться, потому что иначе однажды ты можешь об этом пожалеть'. К тому же, причиной, по которой я вообще подал документы, была моя девушка, и к тому времени, как мы расстались накануне первого дня учёбы, меня уже приняли». Окончив колледж, Эллиотт стал работать в булочной в Портленде.
В колледже Эллиотт основал группу Heatmiser вместе с Нилом Гастом (англ. Neil Gust), одноклассником из Хэмпшира. Окончив колледж, музыканты (к тому времени Смит, Тони Лэш и Брэндт Питерсон, которого после записи Mic City Sons в августе 1994 года заменил Сэм Кумс, позже участник группы Quasi) решили профессионально заняться музыкой в Портленде. По звучанию у них было много общего с Fugazi и другими панк-группами. Музыканты записали один альбом и EP, после чего подписали контракт с Virgin Records, чтобы выпустить альбом, ставший их последней работой — Mic City Sons.
Смит убедил Virgin, законных обладателей первых его трёх сольных альбомов, передать права Cavity Search Records, а затем — Kill Rock Stars, чтобы обеспечить естественное развитие его пока ещё слабо развивающейся сольной карьеры. Последовавшее внимание к сольной работе Эллиотта создало напряжённые отношения между ним и его группой, которая до сих пор записывала дебютный студийный альбом.
Heatmiser официально распались в 1995 году, после одного короткого тура в поддержку Mic City Sons.

### 1994:Roman Candle
Незадолго до распада Heatmiser Эллиотт начал записывать сольные работы, большей частью акустические альбомы, на взятых в долг четырёхдорожечных кассетных проигрывателях. Его собственная музыка была более угрюмой и мрачной, чем работы его бывшей группы, с текстами песен, касающимися наркотической зависимости, депрессии и предательства.
Его первый релиз, Roman Candle (1994), был, предположительно, сборником демозаписей, не вошедших в работы Heatmiser. Девушка Эллиотта убедила его послать кассету с записями звукозаписывающей компании Cavity Search Records, и они сразу решили выпустить альбом. Песня Condor Ave была записана, когда Эллиотту было всего 17 лет. Главным инструментом, использованным в записи альбома, была акустическая гитара, иногда сопровождавшаяся электрогитарой или маленькой барабанной установкой. Только при записи последнего трека, инструментальной композиции Kiwi Maddog 20/20, были задействованы все стандартные групповые инструменты.
Дебютное сольное выступление Эллиотта Смита состоялось 17 сентября 1994 года. Он играл в течение 35 минут для примерно пятнадцати человек. С альбома Roman Candle было исполнено только три песни, большей частью Эллиотт играл би-сайды, невыпущенные песни и мелодии, записанные Heatmiser. Для последней песни того вечера Эллиотт пригласил на сцену партнёра по Heatmiser, Нила Гаста, чтобы тот аккомпанировал ему в исполнении Half Right, которая должна была стать секретным треком на последнем альбоме группы.
Вскоре после этого выступления Эллиотта пригласили играть на разогреве у Мэри Лу Лорд на её недельном туре по США. За этим последовало ещё несколько коротких туров, и Смит помог ей записать I Figured You Out, песню, написанную им самим.

### 1995—1997:Elliott SmithиEither/Or
В 1995 году одноимённый альбом Смита был выпущен компанией Kill Rock Stars; стиль пластинки похож на стиль предыдущей работы Эллиотта, Roman Candle, но заметно продвинутый и дополненный. Несмотря на то, что бо́льшая часть альбома была записана Эллиоттом в одиночку, его друг, вокалистка группы Spinanes, Ребекка Гейтс (англ. Rebecca Gates), участвовала в записи St. Ides Heaven, а гитарист Heatmiser Нил Гаст сыграл на гитаре в песне Single File. Несмотря на то, что песни вроде Needle in the Hay подразумевали, что у Эллиотта начинали появляться проблемы с наркотиками, он утверждал, что не употреблял тяжёлых наркотиков на протяжении всех 1990-х годов.
В 1996 году кинорежиссёр Джэм Коэн (англ. Jem Cohen) заснял Эллиотта, исполнявшего акустические песни, для своего короткометражного фильма Lucky Three: an Elliott Smith Portrait. Две песни из этого фильма вошли в альбом Either/Or, очередной релиз, выпущенный компанией Kill Rock Stars в 1997 году, и имевший положительные отзывы. В альбоме Эллиотт отважился углубиться в использование всё большего количества разнообразных музыкальных инструментов, несколько песен были записаны при помощи бас-гитары, ударных, клавишных и электрогитары, на всех инструментах Смит играл самостоятельно. Название альбома произошло от названия одноимённой книги датского философа Сёрена Кьеркегора, в которой раскрыты такие темы, как безысходность существования, страх, смерть и Бог.

### 1997—1998: «Оскар» и The Beatles
В 1997 году портлендский приятель Смита, режиссёр Гас Ван Сент, попросил Эллиотта принять участие в записи саундтрека к его фильму, «Умница Уилл Хантинг». Смит записал для фильма оркестровую версию Between the Bars при участии знаменитого композитора Дэнни Эльфмана. В саундтрек также вошли три ранее записанных трека с альбомов Roman Candle (No Name #3) и Either/Or (Angeles и Say Yes). Фильм получил признание критики и зрителей, а Эллиотт был номинирован на премию Оскар за песню Miss Misery. Очевидно, что сам музыкант не горел желанием стоять под светом рамп, однако был убеждён выступить с песней на церемонии. Он согласился только после того, как продюсеры заявили: песня будет исполнена на церемонии, если не Эллиоттом, то любым другим музыкантом на их усмотрение.
5 марта 1998 года состоялся дебют Эллиотта на телевидении — он выступил с акустической версией Miss Misery в программе Late Night With Conan O’Brien. Несколько дней спустя Смит в белом костюме исполнял сокращённую версию этой песни на церемонии «Оскар». Награда досталась Джеймсу Хорнеру и Уиллу Дженнингсу за композицию My Heart Will Go On (в исполнении Селин Дион) из кинофильма «Титаник», Эллиотт никогда не говорил о своих ощущениях после проигрыша.
В 1998 году Смит записал кавер-версию песни The Beatles Because для фильма «Красота по-американски», она стала сопровождением финальных титров картины. Несмотря на то, что это была единственная официальная кавер-версия песни The Beatles, записанная Эллиоттом, он часто исполнял композиции знаменитой четвёрки на своих живых концертах. Среди них такие песни, как Blackbird, Yer Blues, I Me Mine, For No One, Something, I'm So Tired, Long, Long, Long, I'm Only Sleeping. Он также исполнял песни с сольников бывших участников The Beatles, например, Jealous Guy Джона Леннона и My Sweet Lord, Give Me Love и Isn’t It a Pity? Джорджа Харрисона.
Также ходили слухи, что Эллиотт записал кавер-версию песни Hey Jude для фильма «Семейка Тененбаум» режиссёра Уэса Андерсона (2001), но эта информация не была подтверждена. В интервью для журнала Entertainment Weekly в декабре 2004 года, Андерсон сказал, что, хотя Смит собирался записать песню, «он был в плохом состоянии и просто не мог». Однако в фильм включили песню Эллиотта Needle in the Hay, она звучит в момент попытки самоубийства одного из главных героев фильма.

### 1998—2000:XOиFigure 8
В 1998 году после успеха Either/Or и Miss Misery, Эллиотт подписал договор с DreamWorks Records. Примерно в это же время музыкант впал в депрессию. В Северной Каролине он, находясь в сильном наркотическом опьянении, спрыгнул со скалы. Смит приземлился на дерево, которое, хоть и нанесло ему несколько ушибов, всё же смягчило падение.
Позже в том же году Эллиотт выпустил свой первый релиз с DreamWorks Records. Он был назван XO и спродюсирован Робом Шнапфом и Томом Ротроком. В записи XO также участвовали знаменитые лос-анджелесские музыканты Джоуи Уоронкер и Джон Брайон. Альбом имеет более полное и причудливое звучание, чем предыдущие работы Эллиотта. Однако его знакомый вокал и акустическая гитара, несомненно, присутствуют и на этой пластинке. XO стал самым продаваемым альбомом Эллиотта за всю его карьеру.
В течение всего этого периода Эллиотта поддерживала портлендская группа Quasi, состоявшая из бывшего согруппника, бас-гитариста Сэма Кумса и его бывшей жены Джанет Вайсс на барабанах. Quasi также часто открывали шоу тура, иногда Смит играл на гитаре или выступал в роли бэк-вокала.
17 октября 1998 года Эллиотт посетил шоу Субботним вечером в прямом эфире, где исполнил Waltz #2 при участии Джона Брайона, Сэма Кумса, Роба Шнапфа и Джона Моэна.
В ответ на вопрос, не изменит ли подписание договора с одной из крупнейших фирм звукозаписи творческий настрой Эллиотта, он сказал: «… Иногда люди воспринимают крупные звукозаписывающие компании просто как механизм по производству денег, но в них работают совершенно реальные люди, и многие из них хотят чувствовать, что производят хорошую музыку». В другом интервью Эллиотт заявил, что никогда не читал отзывов на свои альбомы, потому что боялся, что это может повредить его творчеству.
В интервью 1998 года он отметил, что он не тот человек, чтобы быть действительно знаменитым (англ. I’m the wrong kind of person to be really big and famous).
В 1999 году Эллиотт переехал в Лос-Анджелес, Силвер Лейк, где стал часто играть акустические концерты на местных концертных площадках.
Figure 8 вышел в 2000 году, при участии Ротрока, Шнапфа, Брайона и Уоронкера, и был частично записан на студии Abbey Road Studios (где The Beatles обычно записывали свои альбомы) в Англии. Альбом собрал в основном положительные отзывы и достиг 99-го места в рейтинге журнала Billboard 200. Песни были по большей части написаны под влиянием популярной музыки 1960х годов, например, The Kinks, The Beatles и The Zombies. Последовал продолжительный тур в поддержку альбома, включая появления на телевидении в передачах Late Night With Conan O’Brien и The Late Show With David Letterman. Однако к концу турне здоровье и внешнее состояние Эллиотта заметно ухудшились, он начал употреблять героин.

### 2001—2002: Наркозависимость иFrom a Basement on the Hill
Примерно в то время, когда Эллиотт начал записывать последний альбом, многие стали замечать у него симптомы паранойи. Он говорил про белый фургон, который часто ехал за ним, куда бы он не пошёл. Также он считал, что люди из DreamWorks ворвались в его дом и похитили песни с его компьютера. В этот период он практически ничего не ел и не спал в течение нескольких дней, а затем спал в течение всего дня.
Запись нового альбома была первоначально запланирована на 2000 год с Робом Шнапфом, но потом её отменили. Затем он начал записывать альбом самостоятельно в 2001 году, с помощью Джона Брайона. Они записали большое количество музыки для альбома, но последовавшая ссора, связанная с злоупотреблением Смитом наркотиками и алкоголем, положила конец их дружбе, и Смит просто избавился от всех этих записей.
Руководители DreamWorks на встрече со Смитом пытались выяснить, что пошло не так с записью альбома. Эллиотт жаловался на вмешательство компании в его частную жизнь, а также на плохое продвижение альбома Figure 8. Переговоры ни к чему не привели, и вскоре после них он послал сообщение руководителям, заявив, что если они не освободят его от контракта, то он покончит с собой.
В мае 2001 года он снова начал записывать альбом, с помощью Дэвида Макконнелла. По его словам, в это время Эллиотт употреблял героина и крэка на более чем 1,500$ в день, часто говорил о самоубийстве и пытался получить передозировку. Почти все инструменты были записаны Смитом самостоятельно, кроме ударных, на которых играли Стивен Дрозд и Скотт Макферсон, и басс-гитары и бэк-вокала Сэма Кумса.
Эллиотт не часто давал концерты в 2001 и 2002 годах, как правило, на Тихоокеанском Северо-западе или в Лос-Анджелесе. В обзоре его шоу 20 декабря 2001 было беспокойство по поводу его внешности и исполнения: его волосы были грязными и длинными, а лицо давно не брито и измождёно, и во время песен он показал тревожные симптомы потери памяти и дрожания рук. Во время другого выступления в Сан-Франциско в том же месяце аудитория начала выкрикивать слова песен, когда Смит не мог вспомнить их. Концерт 2 мая 2002 был описан как «несомненно, одно из самых худших выступлений» и «мучительный кошмар». Эллиотт был на сцене в течение почти часа, но не смог закончить половину песен. Репортер электронного журнала Glorious Noise написал: «Меня вообще не удивит, если Эллиотт Смит умрёт в течение года».
25 ноября 2002 года Смит был вовлечен в драку с полицией на концерте, где выступали The Flaming Lips и Бек. Он и его девушка Дженнифер Чиба были арестованы и провели ночь в тюрьме. Во время инцидента он повредил спину, из-за чего ему пришлось отменить несколько концертов.

### 2003: Лечение
В 2002 году Смит начал курс лечения от наркозависимости в Центре Восстановления Нейромедиаторов в Беверли-Хиллз. После дня рождения в 2003 году он прекратил принимать антидепрессанты и антипсихотики.
31 января 2002 года и 1 февраля 2003 года он сыграл сольные акустические концерты в театре Генри Фонды в Голливуде, а после ещё два шоу — в мае и июне 2003 года.
В это время Эллиотт начал экспериментировать с музыкой в стиле нойз, а также стал учиться записывать музыку на компьютере.
Для саундтрека к фильму Дурная привычка (англ. Thumbsucker) он записал каверы на песни Big Star Thirteen и Trouble Кэта Стивенса.
В августе 2003 вышел сингл Pretty (Ugly Before) на Suicide Squeeze Records.
Последний концерт Эллиотта Смита прошёл 19 сентября 2003 года в Солт-Лейк-Сити.

### Смерть
Эллиотт Смит умер 21 октября 2003 года в возрасте 34 лет от двух ножевых ранений в грудь. Когда это произошло, он находился в доме на Лемойн-Стрит в Эхо-парке, где он жил вместе со своей девушкой, Дженнифер Чибой. По её словам, они ссорились, а потом она закрылась в ванной, чтобы принять душ. Чиба услышала, что он кричал, и, открыв дверь, увидела Смита с ножом в груди. Она вытащила нож, после чего он упал в обморок, и позвонила 9-1-1 в 12:18.
Смит умер в госпитале в 13:36. На предсмертной записке, предположительно написанной им, написано: I’m so sorry—love, Elliott. God forgive me.
В то время как о смерти Смита первоначально сообщили как о самоубийстве, официальный отчет о вскрытии, опубликованный в декабре 2003 года, оставил открытым вопрос убийства. В его организме не нашли следов незаконных веществ или алкоголя, но нашли предписанное количество антидепрессанта, транквилизатора и лекарств от СДВГ, включая Клоназепам, Миртазапин, Атомоксетин и Амфетамин. На его теле не было ран колебания, которые типичны для такого способа самоубийства.
Продюсер Ларри Крейн планировал помочь Смиту закончить альбом в середине ноября. По его словам: «Я не разговаривал с Эллиоттом более года. Мне позвонила его девушка, Дженнифер, и спросила, смогу ли я приехать в Лос-Анджелес и помочь со сведением альбома. Я сказал „да, конечно“, и болтал с Эллиоттом впервые за всё время. Это кажется нереалистичным, что он позвал меня, чтобы закончить альбом, и затем неделю спустя покончил с собой. Я разговаривал с Дженнифер этим утром, которая была, очевидно, подавлена и в слезах, и она сказала: „Я не понимаю, он был так здоров“».

### Альбомы, вышедшие после смерти
From a Basement on the Hill был издан 19 октября 2004 года компанией ANTI- Records. Семья Эллиотта Смита выбрала Роба Шнапфа и бывшую девушку Эллиотта Джоанну Болме, чтобы выбрать песни для альбома и свести его. Многие песни, записанные для этого альбома, не были включены в него, но позже были выложены в интернет (на бутлеге Grand Mal).
8 мая 2007 года Kill Rock Stars выпустили альбом New Moon, состоящий из 24 не изданных ранее песен, записанных с 1994 по 1997 годы.
17 июля 2015 года вышел документальный фильм Heaven Adores You, а 5 февраля 2016 года — саундтрек, включающий в себя неизданные песни True Love и I Love My Room, альтернативные версии песен Fear City, Christian Brothers, Plainclothes Man, Coast to Coast, The Last Hour, а также инструментальные демозаписи

## Дискография

### Альбомы
| Дата выпуска    | Название                          | Лейбл                                |
| --------------- | --------------------------------- | ------------------------------------ |
| 14 июля 1994    | Roman Candle                      | Cavity Search Records Domino Records |
| 21 июля 1995    | Elliott Smith                     | Kill Rock Stars Domino Records       |
| 25 февраля 1997 | Either/Or                         | Kill Rock Stars Domino Records       |
| 25 августа 1998 | XO                                | DreamWorks                           |
| 18 апреля 2000  | Figure 8                          | DreamWorks                           |
| 19 октября 2004 | From a Basement on the Hill       | ANTI-Records Domino Records          |
| 25 октября 2004 | Live at Largo                     | Chronicle                            |
| 8 мая 2007      | New Moon                          | Kill Rock Stars Domino Records       |
| 1 ноября 2010   | An Introduction to… Elliott Smith | Kill Rock Stars                      |
| 1 июня 2011     | Grand Mal: Studio Rarities        | Unofficial release                   |
| 5 февраля 2016  | Heaven Adores You (Soundtrack)    | Universal                            |

### Синглы
| Year | Синглы                                | С альбома                                       | Примечания                                                                                               |
| ---- | ------------------------------------- | ----------------------------------------------- | --- |
| 1994 | Shytown / No Confidence Man           |                                                 | with Pete Krebs                                                                                          |
| 1995 | Needle in the Hay                     | Elliott Smith                                   | |
| 1996 | Spring Tour '96 (split cassette)      |                                                 | with The Softies                                                                                         |
| 1996 | Division Day                          |                                                 | |
| 1996 | Speed Trials                          | Either/Or                                       | |
| 1998 | Ballad of Big Nothing                 | Either/Or                                       | |
| 1998 | Waltz #2 (XO)                         | XO                                              | Waltz #2 (XO), Bottle Up and Explode!, Oh Well, Okay                                                     |
| 1999 | Baby Britain                          | XO                                              | |
| 1999 | Miss Misery                           | Good Will Hunting soundtrack.                   | |
| 1999 | Because (Beatles cover)               | American Beauty soundtrack.                     | |
| 1999 | Happiness                             | Figure 8                                        | |
| 2000 | Son of Sam                            | Figure 8                                        | |
| 2000 | B-Sides, Alternate Versions and Demos |                                                 | Bottle Up and Explode! (Early Version), Waltz #1 (Demo), Some (Rock) Song, The Enemy Is You.             |
| 2000 | 3 Titres Inedits                      |                                                 | I Can’t Answer You Anymore, an alternate version of «Pretty Mary K», an acoustic version of «Happiness». |
| 2003 | Pretty (Ugly Before)                  | From a Basement on the Hill                     | |
| 2012 | Alternate Versions from Either/Or 7   | Either/Or                                       | |
| 2013 | Needle in the Hay (Trumpet Version)   |                                                 | |
| 2014 | Between the Bars                      | Either/Or                                       | |
| 2017 | Pretty (Ugly Before) (Live at Largo)  | 7-Inches for Planned Parenthood/digital single. | |

### Видеоклипы
- 1995 — Coming Up Roses
- 1997 — Miss Misery
- 1997 — Lucky Three
- 1998 — Baby Britain
- 2000 — Son of Sam